# Họ Mỏ rộng
Họ Mỏ rộng (danh pháp khoa học: Eurylaimidae) là một họ chứa 9-16 loài chim dạng sẻ nhỏ trong 7-10 chi (tùy từng định nghĩa cho họ), chủ yếu sinh sống trong khu vực nhiệt đới Đông Nam Á, với vài loài ở châu Phi.
Chim mỏ rộng là các loài chim có màu sặc sỡ, thức ăn của chúng là quả cũng như côn trùng. Chúng ăn theo kiểu tương tự như của chim đớp ruồi bằng cách đớp bằng chiếc mỏ rộng của chúng. Môi trường sống của chúng là tầng tán của các khu rừng ẩm ướt, vì thế mặc dù có màu sặc sỡ nhưng vẫn khó quan sát được chúng.
Tổ của chúng là một kết cấu hình dáng như chiếc hầu bao trên cây, thông thường chúng đẻ 2–3 trứng.
Các loài trong hai chi Smithornis và Pseudocalyptomena sinh sống trong khu vực nhiệt đới châu Phi; các loài còn lại sinh sống trong khu vực từ miền đông Himalaya tới Sumatra và Borneo.

## Phân loại
Sapayoa mỏ rộng ở Nam Mỹ nguyên thủy được đặt trong họ Pipridae - một họ chim thuộc nhánh Tyrannida trong Tyrannides (chim cận biết hót Tân thế giới) sinh sống tại vùng nhiệt đới châu Mỹ, nhưng một số nghiên cứu gần đây cho thấy vị trí đúng của nó là thuộc về nhánh Eurylaimides (chim cận biết hót Cựu thế giới). Có những ý kiến đồng ý gán loài này vào họ Mỏ rộng, nhưng cũng có ý kiến đồng ý việc xác lập một họ độc lập cho nó. Tuy nhiên, tới năm 2013 thì IOC vẫn gán nó trong họ Eurylaimidae
Bốn loài đuôi cụt Madagascar (asity) đôi khi cũng được gộp trong họ này, mặc dù nói chung người ta hay công nhận nó là một họ độc lập với danh pháp Philepittidae Sharpe, 1870 - một họ đặc hữu Madagascar, chẳng hạn trong quyển 8 của Handbook of the Birds of the World (HBW, ISBN 8487334504).
Trước đây, người ta hay chia họ Mỏ rộng (không bao gồm 4 loài đuôi cụt Madagascar) thành 5 phân họ: 
- Smithornithinae: Mỏ rộng châu Phi điển hình
  - Chi Smithornis
    - Smithornis capensis: Mỏ rộng châu Phi
    - Smithornis rufolateralis: Mỏ rộng hông hung
    - Smithornis sharpei: Mỏ rộng đầu xám
- Calyptomeninae: Mỏ rộng xanh lục châu Á
  - Chi Calyptomena
    - Calyptomena hosii: Mỏ rộng Hose
    - Calyptomena viridis[8]: Mỏ rộng xồm hay mỏ rộng lục
    - Calyptomena whiteheadi: Mỏ rộng Whitehead
- Sapyornithinae (có lẽ tốt nhất nên coi là họ khác biệt với danh pháp Sapayoidae Irestedt et al., 2006[1])
  - Chi Sapayoa
    - Sapayoa aenigma: Sapayoa hay Sapyoa mỏ rộng hoặc mỏ rộng Tân thế giới. Khu vực sinh sống: Panama và tây bắc Nam Mỹ.
- Pseudocalyptomeninae: Mỏ rộng Đông Phi
  - Chi Pseudocalyptomena
    - Pseudocalyptomena graueri: Mỏ rộng Grauer
- Eurylaiminae: Mỏ rộng châu Á điển hình
  - Chi Psarisomus
    - Psarisomus dalhousiae[8]: Mỏ rộng xanh hay mỏ rộng đuôi dài

  - Chi Corydon
    - Corydon sumatranus[8]: Mỏ rộng đen hay mỏ rộng tối màu

  - Chi Sarcophanops (tách ra từ Eurylaimus, do tính cận ngành của nó khi gộp cả hai loài này)
    - Sarcophanops samarensis[6] (đồng nghĩa: Eurylaimus samarensis): Mỏ rộng Visaya
    - Sarcophanops steerii[6] (đồng nghĩa: Eurylaimus steerii): Mỏ rộng yếm

  - Chi Serilophus
    - Serilophus lunatus[8]: Mỏ rộng hung hay mỏ rộng ngực bạc

  - Chi Cymbirhynchus
    - Cymbirhynchus macrorhynchos[8]: Mỏ rộng đỏ hay mỏ rộng đen đỏ

  - Chi Eurylaimus
    - Eurylaimus javanicus[8]: Mỏ rộng hồng hay mỏ rộng sọc dọc
    - Eurylaimus ochromalus: Mỏ rộng đen vàng

Một số kết quả nghiên cứu gần đây cho thấy họ Eurylaimidae như định nghĩa trên đây là cận ngành trong mối tương quan với họ Philepittidae. Do vậy, nếu họ Philepittidae được công nhận thì họ Eurylaimidae nên được chia tách ra để nó có thể có được tính đơn ngành.
Bên cạnh đó, quan hệ họ hàng chính xác của Sapyoa với các loài mỏ rộng Cựu thế giới vẫn chưa được giải quyết dứt khoát. Sử dụng các gen khác nhau, Irestedt và ctv. (2006b) thấy Sapayoa aenigma có quan hệ chị-em với "Calyptomenidae" (bao gồm 2 phân họ Smithornithinae và trên đây Calyptomeninae), trong khi Moyle và ctv (2006a) lại thấy nó là chị-em với Philepittidae + Eurylaimidae nghĩa hẹp (bao gồm 2 phân họ Pseudocalyptomeninae và Eurylaiminae trên đây).
Ngoài ra, sự chia tách của nó với các loài mỏ rộng Cựu thế giới là khá cổ xưa, theo ước tính của Moyle và ctv (2006a) là khoảng 52 triệu năm trước. Tính cổ xưa của sự chia tách, các khác biệt hình thái (như minh quản) cùng sự không chắc chắn về các họ hàng gần của nó có thể là biện minh tốt cho địa vị một họ tách rời của Sapayoa aenigma, như đề xuất năm 2011 của SACC.
Nếu Sapayoidae cũng được công nhận thì khi đó Eurylaimidae phải được chia đôi, với Smithornithinae + Calyptomeninae gộp lại thành họ Calyptomenidae Bonaparte, 1850 - như đề xuất của Irestedt và ctv. (2006b), còn Eurylaimidae khi đó chỉ còn lại Pseudocalyptomeninae + Eurylaiminae.